# Smlouva z Waitangi

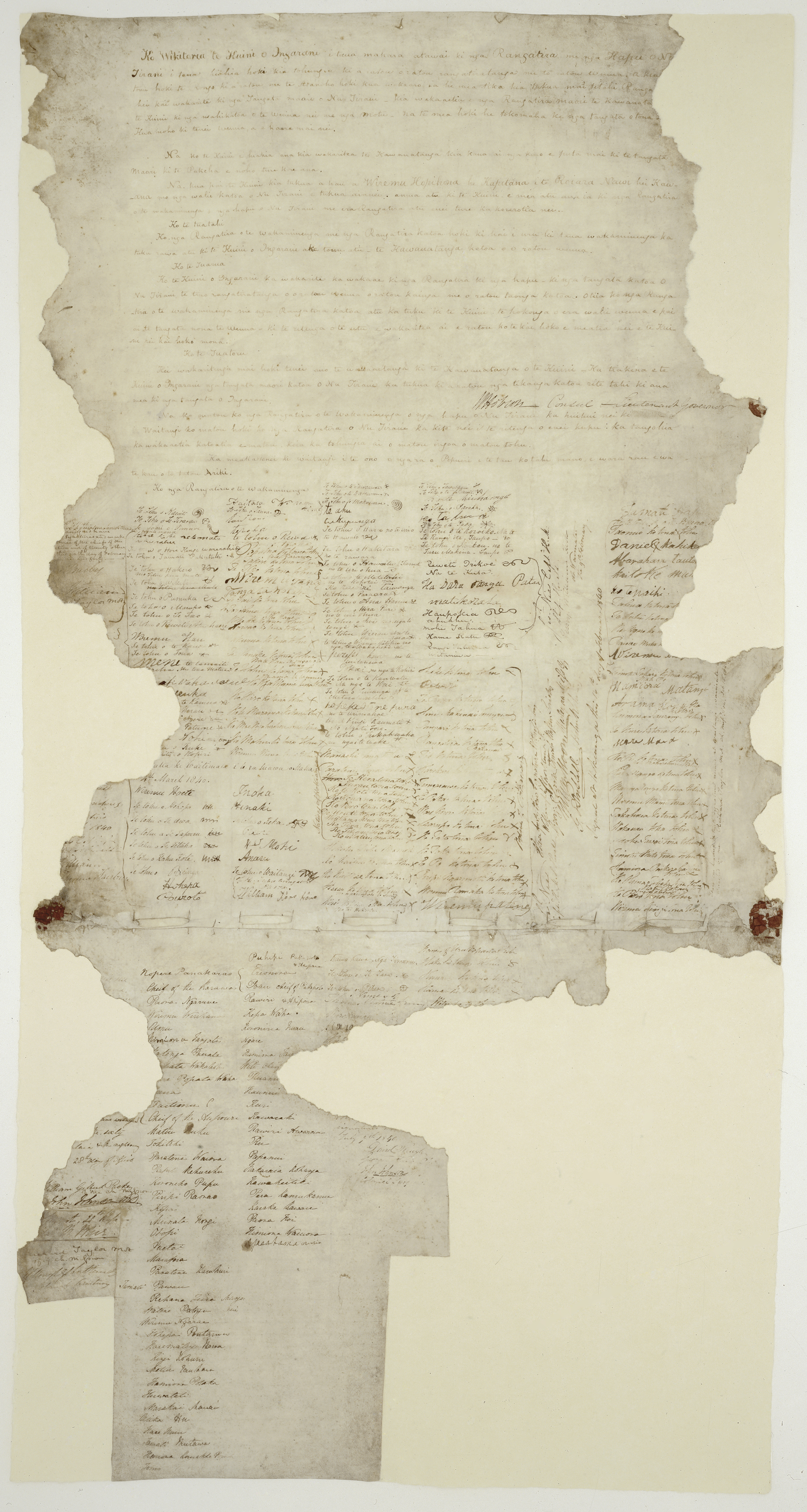
Jeden z dochovaných exemplářů smlouvy

Smlouva z Waitangi (anglicky The Treaty of Waitangi, maorsky Te Tiriti o Waitangi) je smlouva podepisovaná od 6. února 1840 zástupci britské koruny a různými maorskými náčelníky ze Severního ostrova Nového Zélandu. Smlouva ustavuje britského guvernéra Nového Zélandu, uznává maorské vlastnictví země a dává Maorům práva britských poddaných. Je proto považována za zakládající dokument Nového Zélandu a ospravedlnění vlády britské koruny nad touto zemí.
Anglická a maorská verze dokumentu se však značně liší a navíc existuje množství různých výkladů obsahu a právního statusu smlouvy. Až do sedmdesátých let 20. století ji navíc soudy a politici prakticky ignorovali. Teprve tehdy se maorským aktivistům podařilo přitáhnout pozornost veřejnosti k porušování smlouvy bílými kolonisty, roku 1975 byl ustaven zvláštní Waitangiský tribunál, který se těmito záležitostmi zabývá, a domorodcům byly v mnoha případech vyplaceny náhrady či poskytnuty omluvy za porušení smlouvy.

## Text smlouvy

### Preambule
| Angličtina | Překlad |
| --- | --- |
| HER MAJESTY VICTORIA Queen of the United Kingdom of Great Britain and Ireland regarding with Her Royal Favor the Native Chiefs and Tribes of New Zealand and anxious to protect their just Rights and Property and to secure to them the enjoyment of Peace and Good Order has deemed it necessary in consequence of the great number of Her Majesty's Subjects who have already settled in New Zealand and the rapid extension of Emigration both from Europe and Australia which is still in progress to constitute and appoint a functionary properly authorised to treat with the Aborigines of New Zealand for the recognition of Her Majesty's Sovereign authority over the whole or any part of those islands – Her Majesty therefore being desirous to establish a settled form of Civil Government with a view to avert the evil consequences which must result from the absence of the necessary Laws and Institutions alike to the native population and to Her subjects has been graciously pleased to empower and to authorise me William Hobson a Captain in Her Majesty's Royal Navy Consul and Lieutenant-Governor of such parts of New Zealand as may be or hereafter shall be ceded to her Majesty to invite the confederated and independent Chiefs of New Zealand to concur in the following Articles and Conditions. | JEJÍ VELIČENSTVO VIKTORIE, královna Spojeného království Velké Británie a Irska, s královskou přízní ohledně domorodých náčelníků a kmenů Nového Zélandu a dychtíc chránit jejich spravedlivá práva a majetek a zajistit jim mír a pořádek, považovala za nezbytné vzhledem k velkému počtu poddaných Jejího Veličenstva, kteří se již usadili na Novém Zélandu, a rychlému rozšíření emigrace z Evropy i Austrálie, která stále probíhá, ustanovit a jmenovat funkcionáře řádně zmocněného k jednání s domorodými obyvateli Nového Zélandu o uznání svrchované moci Jejího Veličenstva nad celým tímto ostrovem nebo jeho částí. Její Veličenstvo si proto přeje zavést ustálenou formu občanské vlády s cílem odvrátit negativní důsledky, které musí vyplynout z absence potřebných zákonů a institucí jak pro domorodé obyvatelstvo, tak pro své poddané, a laskavě mi udělila plnou moc a pověřila mě, Williama Hobsona, kapitána Královského námořnictva Jejího Veličenstva, konzula a nadporučíka guvernéra těch částí Nového Zélandu, které budou nebo budou v budoucnu postoupeny Jejímu Veličenstvu, abych pozval... konfederovaní a nezávislí náčelníci Nového Zélandu souhlasí s následujícími články a podmínkami. |

### První článek
| Angličtina | Překlad |
| --- | --- |
| The Chiefs of the Confederation of the United Tribes of New Zealand and the separate and independent Chiefs who have not become members of the Confederation cede to Her Majesty the Queen of England absolutely and without reservation all the rights and powers of Sovereignty which the said Confederation or Individual Chiefs respectively exercise or possess, or may be supposed to exercise or to possess over their respective Territories as the sole sovereigns thereof. | Náčelníci Konfederace sjednocených kmenů Nového Zélandu a samostatní a nezávislí náčelníci, kteří se nestali členy Konfederace, postupují Jejímu Veličenstvu královně Anglie absolutně a bez výhrad všechna práva a pravomoci svrchovanosti, které uvedená Konfederace nebo jednotliví náčelníci vykonávají nebo vlastní, nebo se předpokládá, že vykonávají nebo vlastní nad svými příslušnými územími jako jejich výhradní panovníci. |

### Druhý článek
| Angličtina | Překlad |
| --- | --- |
| Her Majesty the Queen of England confirms and guarantees to the Chiefs and Tribes of New Zealand and to the respective families and individuals thereof the full exclusive and undisturbed possession of their Lands and Estates Forests Fisheries and other properties which they may collectively or individually possess so long as it is their wish and desire to retain the same in their possession; but the Chiefs of the United Tribes and the individual Chiefs yield to Her Majesty the exclusive right of Preemption over such lands as the proprietors thereof may be disposed to alienate at such prices as may be agreed upon between the respective Proprietors and persons appointed by Her Majesty to treat with them in that behalf. | Její Veličenstvo královna Anglie potvrzuje a zaručuje náčelníkům a kmenům Nového Zélandu a příslušným rodinám a jednotlivcům z nich plné, výlučné a nerušené vlastnictví jejich pozemků a statků, lesů, rybářských a dalších statků, které mohou vlastnit kolektivně nebo jednotlivě, pokud si je přejí a touží ponechat si je ve svém držení; avšak náčelníci Spojených kmenů a jednotliví náčelníci udělují Jejímu Veličenstvu výlučné předkupní právo na takové pozemky, které jejich vlastníci budou chtít zcizit za ceny, na kterých se dohodnou příslušní vlastníci a osoby jmenované Jejím Veličenstvem, aby s nimi v tomto jménu jednaly.v |

### Třetí článek
| Angličtina | Překlad |
| --- | --- |
| In consideration thereof Her Majesty the Queen of England extends to the Natives of New Zealand Her royal protection and imparts to them all the Rights and Privileges of British Subjects. (signed) William Hobson, Lieutenant-Governor. Now therefore We the Chiefs of the Confederation of the United Tribes of New Zealand being assembled in Congress at Victoria in Waitangi and We the Separate and Independent Chiefs of New Zealand claiming authority over the Tribes and Territories which are specified after our respective names, having been made fully to understand the Provisions of the foregoing Treaty, accept and enter into the same in the full spirit and meaning thereof in witness of which we have attached our signatures or marks at the places and the dates respectively specified. Done at Waitangi this Sixth day of February in the year of Our Lord one thousand eight hundred and forty. | Vzhledem k tomu Její Veličenstvo královna Anglie poskytuje domorodcům Nového Zélandu svou královskou ochranu a uděluje jim všechna práva a výsady britských poddaných. (podepsán) William Hobson, nadporučík-guvernér. Nyní tedy my, náčelníci Konfederace sjednocených kmenů Nového Zélandu, shromáždění v Kongresu ve Victorii ve Waitangi, a my, samostatní a nezávislí náčelníci Nového Zélandu, kteří si nárokují moc nad kmeny a územími, která jsou uvedena za našimi jmény, poté, co jsme byli plně poučeni o pochopení ustanovení výše uvedené smlouvy, ji přijímáme a uzavíráme v plném duchu a významu, na důkaz čehož jsme připojili své podpisy nebo značky na uvedená místa a data. Dano ve Waitangi dne šestého února roku Páně tisíc osm set čtyřicet. |

## Waitangi Day
Od roku 1974 je na Novém Zélandu 6. únor připomínán jako státní svátek Waitangi Day. V roce 2009 rozhodla novozélandská vláda o vyvěšení maorských vlajek o tomto svátku na mostě v Aucklandu a na významných státních budovách. Od 6. února 2010, kdy byly vlajky poprvé oficiálně vyvěšeny, se vyvěšují na tento svátek společně s novozélandskou vlajkou.